# Épervière orangée
Pour les articles homonymes, voir Épervière (homonymie).
Pilosella aurantiaca
Espèce
Classification phylogénétique
L’Épervière orangée ou Piloselle orangée (Pilosella aurantiaca syn. Hieracium aurantiacum L., 1753) est une espèce de plantes à fleurs de la famille des Astéracées. C'est une plante vivace native des régions alpines du centre et du sud de l'Europe. 
Elle est protégée dans plusieurs régions. Parfois cultivée pour l'ornement, elle est naturalisée en certains endroits. C'est une fleur sauvage très répandue dans le sud du Québec.

## Description

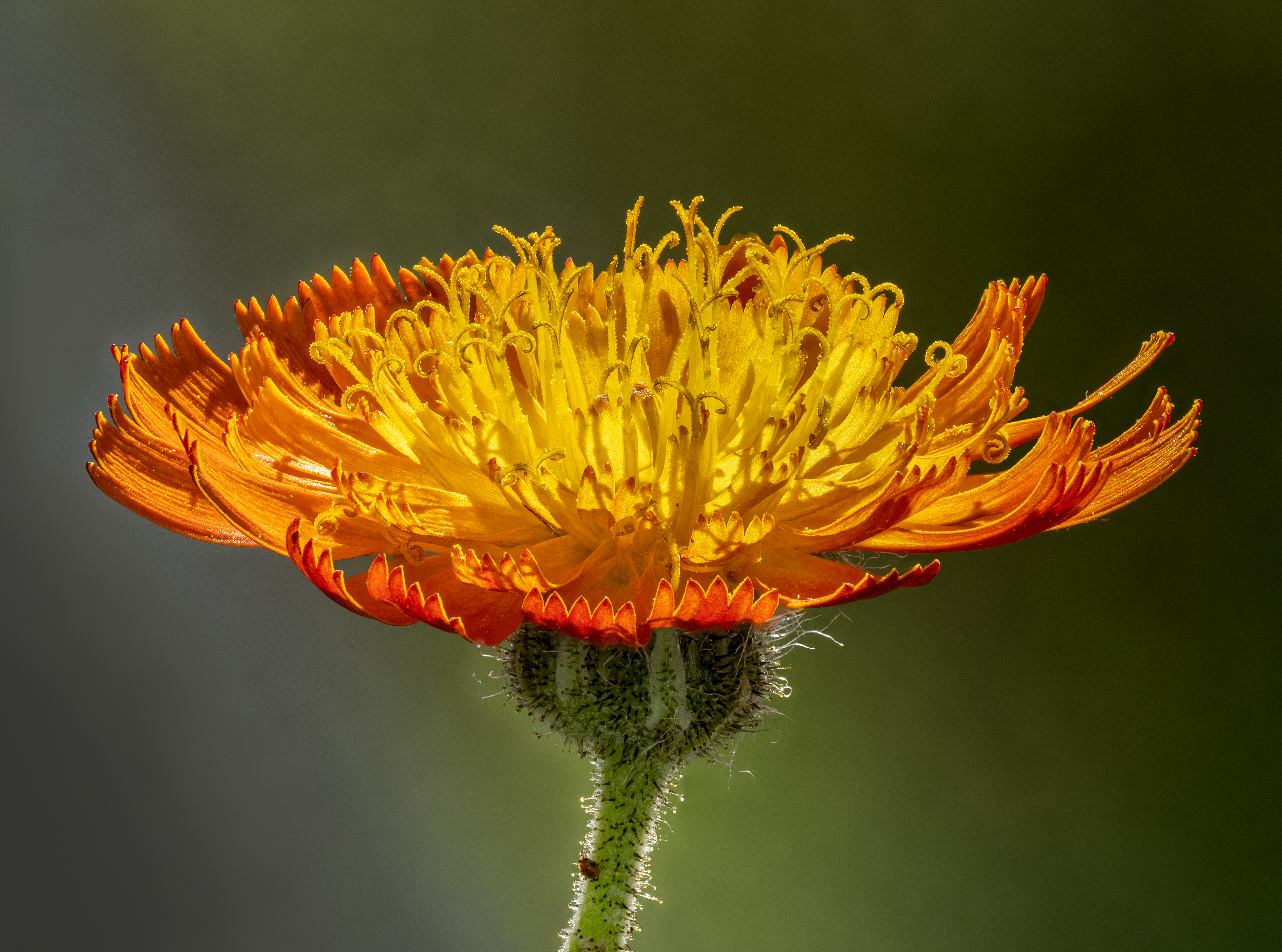
Fleur d'épervière orangée.

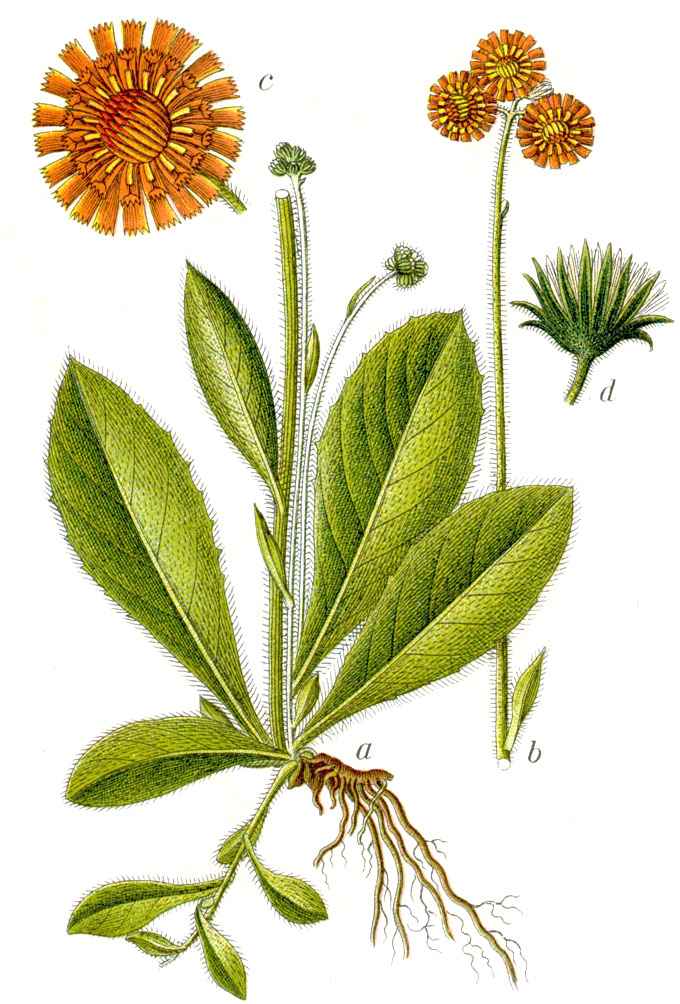
Illustration d'épervière orangée.

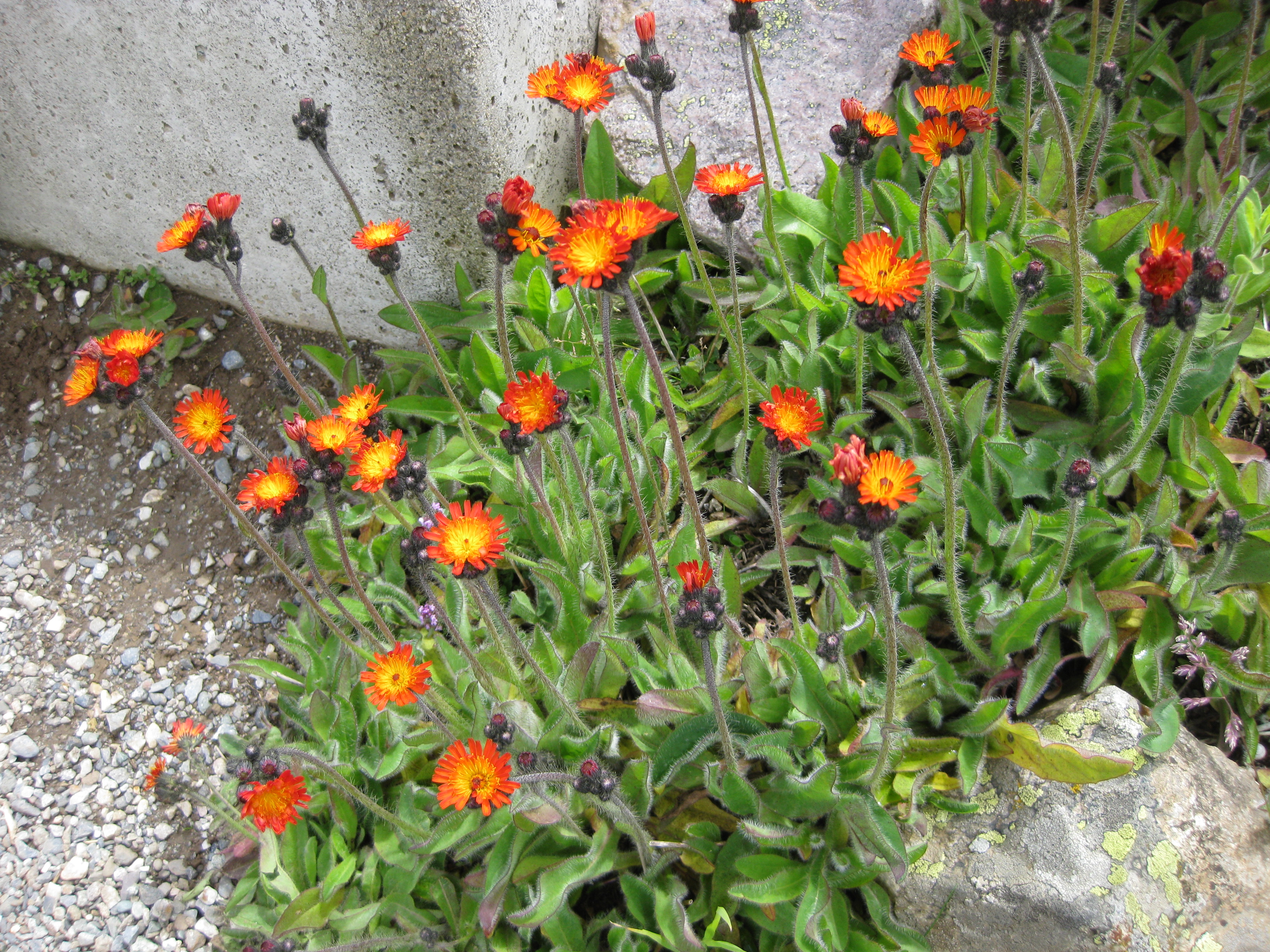
Pilosella aurantiaca.

### Caractéristiques
Organes reproducteurs
- Couleur dominante des fleurs : orange
- Période de floraison : juillet-septembre
- Inflorescence : racème de capitules
- Sexualité : hermaphrodite
- Pollinisation : apogame

Graine
- Fruit : akène
- Dissémination : anémochore

Habitat et répartition
- Habitat type : mégaphorbiaies subalpines à montagnardes, mésohydriques oligotrophiles, acidophiles, occidentales
- Aire de répartition : orophyte européen

Données d'après : Julve, Ph., 1998 ff. - Baseflor. Index botanique, écologique et chorologique de la flore de France. Version : 23 avril 2004.